# 90125
90125 – jedenasty album studyjny grupy Yes wydany w roku 1983.

## Historia
Po nagraniu albumu Drama w 1980, mimo dobrych recenzji oraz udanej trasy koncertowej, zespół rozpadł się. Downes i Steve Howe sformowali inną supergrupę rockową Asia, natomiast Chris Squire i Alan White, po wydaniu singla „Run with the Fox” (ze słowami Petera Sinfielda) założyli, wspólnie z południowoafrykańskim gitarzystą Trevorem Rabinem, znanym zarówno z kariery solowej, jak i współpracy z grupą Manfreda Manna, zespół Cinema. W czasie nagrywania debiutanckiego albumu do zespołu przyłączył się Tony Kaye, a później Anderson, po czym grupa wróciła do nazwy Yes. Producentem i inżynierem dźwięku został Trevor Horn, jest on także wymieniany jako współkompozytor części utworów. W rezultacie powstał album soft rockowy, nie pozbawiony jednak większych ambicji. Tytuł 90125 wzięto od numeru katalogowego płyty. Podczas produkcji m.in. zastosowano po raz pierwszy loopy perkusyjne. Z tego albumu pochodzi radiowy przebój Owner of a Lonely Heart, a także instrumentalna kompozycja Cinema (za którą zespół zdobył nagrodę Grammy).

## Lista utworów
Album zawiera utwory:
1. Owner of a Lonely Heart (Anderson/Horn/Rabin/Squire) – 4:29
2. Hold On (Anderson/Rabin/Squire) – 5:17
3. It Can Happen (Anderson/Rabin/Squire) – 5:28
4. Changes (Anderson/Rabin/White) – 6:19
5. Cinema (Kaye/Rabin/Squire/White) – 2:06
6. Leave It (Horn/Rabin/Squire) – 4:12
7. Our Song (Anderson/Rabin/Squire/White) – 4:18
8. City of Love (Anderson/Rabin) – 4:51
9. Hearts (Anderson/Kaye/Rabin/Squire/White) – 7:35

## Twórcy
Twórcami albumu są:
- Jon Anderson – śpiew
- Tony Kaye – instrumenty klawiszowe
- Chris Squire – gitara basowa, śpiew
- Alan White – perkusja
- Trevor Horn – producent
- Trevor Rabin – gitara, instrumenty klawiszowe, śpiew
- Stuart Bruce – inżynier
- Keith Finney – inżynier
- Johnathon J. Jeczalik – programowanie instrumentów klawiszowych
- Gary Langan – inżynier
- Dave Lawson – programowanie instrumentów klawiszowych
- Julian Mendelsohn – inżynier
- Garry Mouat – producent